# شوهر (فیلم ۲۰۱۳)
«شوهر» (انگلیسی: The Husband) یک فیلم کمدی کانادایی است که در سال ۲۰۱۳ منتشر شد.